# Chi Coltrane

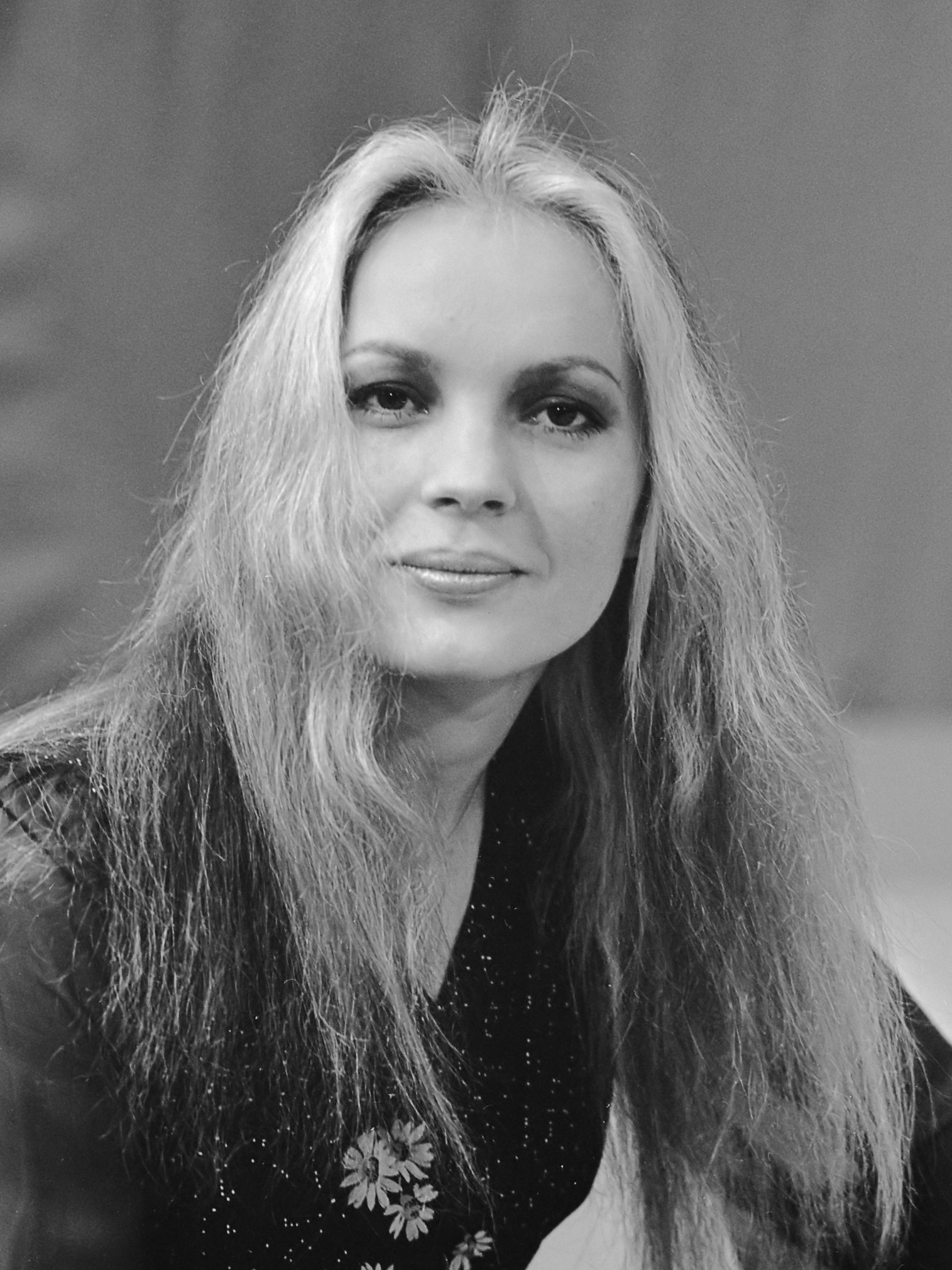
Chi Coltrane (1974)

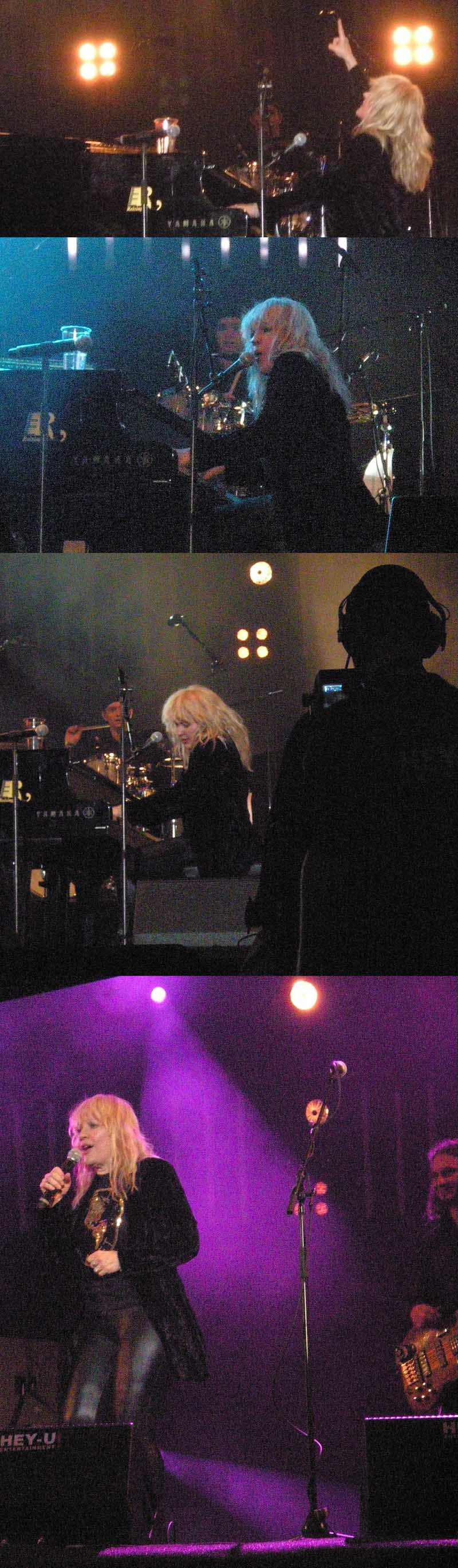
Chi Coltrane, Wenen, 2009.

Chi Coltrane (Racine, Wisconsin, 16 november 1948) is een Amerikaans zangeres en songwriter.

## Biografie
Chi (spreek uit als het Engelse 'Shy') was een van de zeven kinderen van een Canadese moeder en een Duitse vader, een violist. Ze had al vroeg interesse in muziek en begon op haar zevende met het bespelen van de piano en kon op haar twaalfde al acht instrumenten bespelen. Haar favoriete instrument is de piano waarmee ze God wilde vinden. In 1970 speelde ze in diverse clubs in Chicago. Een jaar later vertegenwoordigde ze haar land op het International Rock Festival in Rio de Janeiro. Niet veel later tekende ze een platencontract van CBS/Columbia Records.
Haar debuutalbum 'Chi Coltrane' kwam in 1972 uit en wordt dankzij haar eerste single 'Thunder and Lightning' een wereldwijde topper. Van de single werden er meer dan een miljoen verkocht. Na een succesvolle tour trekt ze twee jaar de studio in om haar tweede album 'Let it Ride' (1974) op te nemen. Coltrane schrijft al haar nummers zelf en ook dit album wordt weer een groot succes. Daarna geeft ze in één jaar 300 concerten over de hele wereld. Ook in Europa scoort ze hits, waaronder toptienhits in Duitsland, Nederland, Oostenrijk en Zwitserland. Met Go like Elijah staat ze in 1973 wekenlang in de Nederlandse Top 40 en de Daverende Dertig, waarvan twee weken op nummer 1. Ze werd onder andere 'The Queen of Rock' en de opvolgster van Janis Joplin genoemd. Tijdens haar tour door Duitsland werd ze door de pers 'die Schöne mit dem harten Anschlag' genoemd.
Tussen 1973 en 1975 ging ze naar de 'Salter School of Music' in Los Angeles. In 1975 verschijnen twee verzamelalbums: 'Greatest Hits' en 'Best of Chi Coltrane'. Twee jaar later verschijnt haar derde plaat 'Road To Tomorrow' (1977). Daarna verhuist ze naar Europa, waar ze haar volgende albums maakte: 'Silk and Steel' (1981), 'Live!' (1982), 'Ready to Roll' (1983) en 'The Message' (1986). Vanaf 1991 woonde ze in Zürich, waarna ze in 1993 terugkeert naar haar geboorteland, waar ze in Los Angeles een opnamestudio begon. In 1996 verscheen haar verzamelalbum 'Chi Coltrane's Golden Classics'. In 2009 keerde Chi Coltrane terug op de bühne met het album 'Yesterday, Today and Forever', dat een compilatie is van haar werk vanaf 1982 en ook enkele nieuwe nummers bevat.
In oktober 2014 gaf de inmiddels 65-jarige Coltrane 9 concerten in Nederland, onder andere in Hedon in Zwolle en Luxor in Arnhem.

## Discografie

### Albums
- 1972: Chi Coltrane
- 1973: Let It Ride
- 1977: Road to Tomorrow
- 1981: Silk & Steel
- 1983: Live!
- 1983: Ready to Roll
- 1986: The Message
- 1988: The Best of Chi Coltrane
- 1996: Golden Classics
- 2008: Yesterday, Today & Forever (The Best of 1982–2007)
- 2009: 2 Originals
- 2009: The Essential Chi Coltrane – Yesterday, Today & Forever
- 2012: The Comeback Concert – Live in Vienna

### Singles
| Single met eventuele hitnotering(en) in de Nederlandse Top 40 | Datum van verschijnen | Datum van binnenkomst | Hoogste positie | Aantal weken | Opmerkingen |
| ------------------------------------------------------------- | --------------------- | --------------------- | --------------- | ------------ | ----------- |
| Thunder and lightning                                         | 1972                  | 28-10-1972            | tip2            | -            |             |
| Go like Elijah                                                | 1972                  | 27-01-1973            | 1(3wk)          | 13           |             |
| You were my friend                                            | 1973                  | 02-06-1973            | 11              | 7            |             |
| Feelin' good                                                  | 1973                  | 04-08-1973            | tip5            | -            |             |
| Whoever told you                                              | 1973                  | 05-01-1974            | tip12           | -            |             |

### NPO Radio 2 Top 2000
| Nummers met noteringen in de NPO Radio 2 Top 2000 | '99  | '00 | '01 | '02 | '03  | '04 | '05 | '06  | '07  | '08 | '09  | '10  | '11  | '12 | '13  | '14  | '15 | '16 | '17 | '18 | '19 | '20 | '21 | '22 | '23 | '24  |
| ------------------------------------------------- | ---- | --- | --- | --- | ---- | --- | --- | ---- | ---- | --- | ---- | ---- | ---- | --- | ---- | ---- | --- | --- | --- | --- | --- | --- | --- | --- | --- | ---- |
| Go like Elijah                                    | 328  | 285 | 207 | 135 | 189  | 228 | 368 | 209  | 182  | 198 | 238  | 237  | 358  | 362 | 449  | 432  | 531 | 627 | 605 | 623 | 748 | 906 | 806 | 856 | 929 | 1043 |
| You Were My Friend                                | 1008 | 943 | 544 | 448 | 1021 | 948 | 957 | 1348 | 1006 | 999 | 1159 | 1148 | 1578 | -   | 1711 | 1920 | -   | -   | -   | -   | -   | -   | -   | -   | -   | -    |

1. ↑  Een '-' betekent dat het nummer niet was genoteerd en een vetgedrukt getal geeft de hoogste notering van een nummer aan.